# Bekir Kalyoncu
Bekir Kalyoncu (* 1950 in Sarıyer) ist ein türkischer General.
Unter dem türkischen Präsidenten Ahmet Necdet Sezer wurde er im Jahre 2001 zum Generalmajor befördert, vier Jahre später erreichte er den Rang des Generalleutnants.
Seit August 2011 ist er Generalkommandant der türkischen paramilitärischen Gendarmerie, der Jandarma. Sein Vorgänger war Necdet Özel.